# Arrondissement de Chemnitz-Campagne

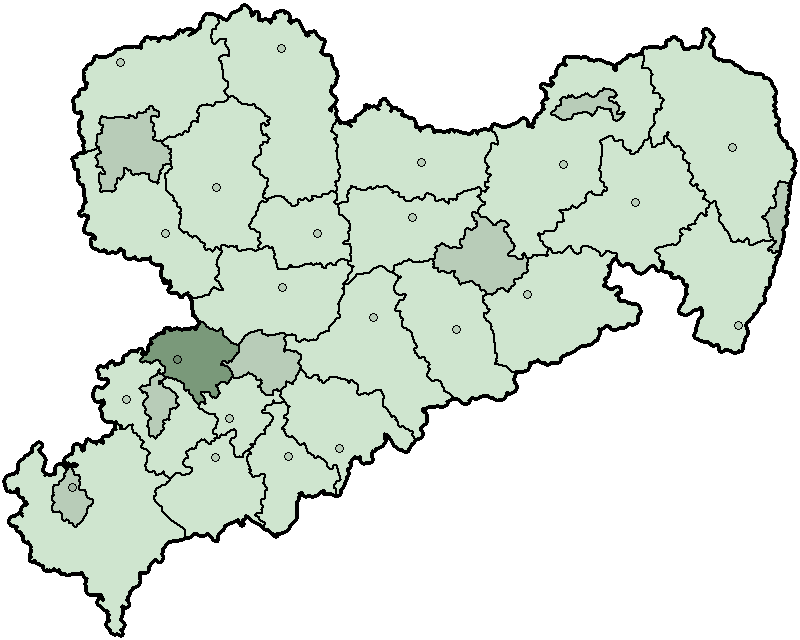
Localisation de l'ancien arrondissement en Saxe

L'arrondissement de Chemnitz-Campagne était un arrondissement  ("Landkreis" en allemand) de Saxe  (Allemagne), dans le district de Chemnitz de 1994 à 2008.
Son chef lieu était Glauchau.
Il fut regroupé avec d'autres arrondissements le 1er août 2008 selon la réforme des arrondissements de Saxe de 2008.

## Villes et Communes
(nombre d'habitants en 2007)
| Städte 1. Glauchau, Große Kreisstadt (25.760) 2. Hohenstein-Ernstthal, Große Kreisstadt (16.344) 3. Lichtenstein/Sa. (13.370) 4. Limbach-Oberfrohna, Große Kreisstadt (26.597) 5. Meerane (16.937) 6. Oberlungwitz (6.596) 7. Waldenburg (4.529) | Gemeinden 1. Bernsdorf (2.536) 2. Callenberg [Sitz: Falken] (5.623) 3. Gersdorf (4.444) 4. Niederfrohna (2.519) 5. Oberwiera (1.211) 6. Remse (1.942) 7. Schönberg (1.003) 8. St. Egidien (3.603) |

Verwaltungsgemeinschaften
- Verwaltungsgemeinschaft Limbach-Oberfrohna mit den Mitgliedsgemeinden Limbach-Oberfrohna und Niederfrohna
- Verwaltungsgemeinschaft Meerane mit den Mitgliedsgemeinden Meerane und Schönberg
- Verwaltungsgemeinschaft Rund um den Auersberg mit den Mitgliedsgemeinden Bernsdorf, Lichtenstein (VG-Sitz) und St. Egidien
- Verwaltungsgemeinschaft Waldenburg mit den Mitgliedsgemeinden Oberwiera, Remse und Waldenburg